# Hussein Issa
Hazim Hussein Issa, né le 12 décembre 1961, est un ancien arbitre irakien de football.

## Carrière
Il a officié dans une compétition majeure :
- Coupe du monde de football des moins de 17 ans 2001 (3 matchs)